# Liste der Bodendenkmäler in Leipheim
Auf dieser Seite sind die Bodendenkmäler in der schwäbischen Stadt Leipheim zusammengestellt. Diese Tabelle ist eine Teilliste der Liste der Bodendenkmäler in Bayern. Grundlage ist die Bayerische Denkmalliste, die auf Basis des Bayerischen Denkmalschutzgesetzes vom 1. Oktober 1973 erstmals erstellt wurde und seither durch das Bayerische Landesamt für Denkmalpflege geführt wird. Die folgenden Angaben ersetzen nicht die rechtsverbindliche Auskunft der Denkmalschutzbehörde.

## Bodendenkmäler der Gemeinde

### Bodendenkmäler in der Gemarkung Günzburg
| Lage                | Objekt                           | Akten-Nr.     | Bild |
| ------------------- | -------------------------------- | ------------- | ---- |
| Günzburg (Standort) | Straße der römischen Kaiserzeit. | D-7-7527-0290 |      |

### Bodendenkmäler in der Gemarkung Leipheim
| Lage                              | Objekt | Akten-Nr.     | Bild           |
| --------------------------------- | --- | ------------- | -------------- |
| Leipheim (Standort)               | Straße der römischen Kaiserzeit. | D-7-7527-0020 |                |
| Leipheim (Standort)               | Grabhügel vorgeschichtlicher Zeitstellung. Siehe auch: Hügelgrab                                                                                              | D-7-7527-0022 |                |
| Leipheim (Standort)               | Rechteckiges Grabenwerk vor- und frühgeschichtlicher Zeitstellung. Siehe auch: Grabenwerk                                                                     | D-7-7527-0023 |                |
| Leipheim (Standort)               | Siedlung der Hallstattzeit sowie Siedlung und Gräber der Urnenfelderzeit. Siehe auch: Hallstattzeit                                                           | D-7-7527-0025 |                |
| Leipheim (Standort)               | Grabhügel der Hallstattzeit. | D-7-7527-0027 |                |
| Leipheim (Standort)               | Siedlung der Hallstattzeit und der römischen Kaiserzeit. | D-7-7527-0029 |                |
| Leipheim (Standort)               | Grabhügel der Bronzezeit und Hallstattzeit, Gräber der römischen Kaiserzeit sowie Teile des Waldmontagewerks „Gerätewerk Leipheim“ der NS-Rüstungsproduktion. | D-7-7527-0031 |                |
| Leipheim (Standort)               | Grabhügel vorgeschichtlicher Zeitstellung. | D-7-7527-0032 |                |
| Leipheim (Standort)               | Grabhügel vorgeschichtlicher Zeitstellung. | D-7-7527-0033 |                |
| Leipheim (Standort)               | Grabhügel der Hallstattzeit, Gräber der römischen Kaiserzeit.                                                                                                 | D-7-7527-0034 |                |
| Leipheim (Standort)               | Frühneuzeitliches Massengrab. | D-7-7527-0265 |                |
| Leipheim (Standort)               | Mittelalterliche Turmhügelburg. Siehe auch: Turmhügelburg | D-7-7527-0284 |                |
| Leipheim (Standort)               | Mittelalterliche und frühneuzeitliche Befunde im Bereich der Altstadt von Leipheim.                                                                           | D-7-7527-0285 |                |
| Leipheim (Standort)               | Spätmittelalterliche und frühneuzeitliche Stadtbefestigung von Leipheim.                                                                                      | D-7-7527-0286 |                |
| Leipheim Schloßhof 1 (Standort)   | Mittelalterlicher Burgstall, neuzeitliches Schloss. Siehe auch: Schloss Leipheim                                                                              | D-7-7527-0287 | weitere Bilder |
| Leipheim Kirchstraße 2 (Standort) | Mittelalterliche und frühneuzeitliche Befunde im Bereich der Evangelisch-Lutherischen Pfarrkirche St. Veit.                                                   | D-7-7527-0288 | weitere Bilder |
| Leipheim (Standort)               | Spätmittelalterliche und frühneuzeitliche Befunde in den Leipheimer Vorstadtbereichen.                                                                        | D-7-7527-0289 |                |
| Leipheim (Standort)               | Waldmontagewerk „Gerätewerk Leipheim“ der NS-Rüstungsproduktion.                                                                                              | D-7-7527-0291 |                |

### Bodendenkmäler in der Gemarkung Riedheim
| Lage                                     | Objekt | Akten-Nr.     | Bild           |
| ---------------------------------------- | --- | ------------- | -------------- |
| Riedheim (Standort)                      | Siedlung der Bronzezeit oder Urnenfelderzeit sowie der römischen Kaiserzeit. Siehe auch: Bronzezeit, Urnenfelderzeit, Römische Kaiserzeit        | D-7-7526-0001 |                |
| Riedheim (Standort)                      | Mittelalterlicher Burgstall und spätmittelalterlich-frühneuzeitliches Schloss.                                                                   | D-7-7527-0004 |                |
| Riedheim (Standort)                      | Siedlung vor- und frühgeschichtlicher Zeitstellung.                                                                                              | D-7-7527-0005 |                |
| Riedheim (Standort)                      | Siedlung vor- und frühgeschichtlicher Zeitstellung.                                                                                              | D-7-7527-0006 |                |
| Riedheim (Standort)                      | Siedlung und Gräber vor- und frühgeschichtlicher Zeitstellung.                                                                                   | D-7-7527-0007 |                |
| Riedheim (Standort)                      | Siedlung vor- und frühgeschichtlicher Zeitstellung.                                                                                              | D-7-7527-0009 |                |
| Riedheim (Standort)                      | Siedlung vor- und frühgeschichtlicher Zeitstellung.                                                                                              | D-7-7527-0227 |                |
| Riedheim (Standort)                      | Siedlung der römischen Kaiserzeit. | D-7-7527-0312 |                |
| Riedheim Langenauer Straße 22 (Standort) | Mittelalterliche und frühneuzeitliche Befunde im Bereich der Evangelisch-Lutherischen Pfarrkirche St. Ambrosius. Siehe auch: Riedheim (Leipheim) | D-7-7527-0314 | weitere Bilder |